# Innersttjärnen (Arvidsjaurs socken, Lappland, 725771-164411)
Innersttjärnen är en sjö i Arvidsjaurs kommun i Lappland och ingår i Skellefteälvens huvudavrinningsområde. Sjön har en area på 0,0636 kvadratkilometer och ligger 384,2 meter över havet.

## Delavrinningsområde
Innersttjärnen ingår i det delavrinningsområde (725712-164646) som SMHI kallar för Mynnar i Skellefteälvens vattendragsyta. Medelhöjden är 424 meter över havet och ytan är 27,41 kvadratkilometer. Det finns inga avrinningsområden uppströms utan avrinningsområdet är högsta punkten. Krutbäcken som avvattnar avrinningsområdet har biflödesordning 2, vilket innebär att vattnet flödar genom totalt 2 vattendrag innan det når havet efter 144 kilometer. Avrinningsområdet består mestadels av skog (66 procent) och sankmarker (20 procent). Avrinningsområdet har 0,7 kvadratkilometer vattenytor vilket ger det en sjöprocent på 2,6 procent.